# Perdónanos nuestras deudas
Perdónanos nuestras deudas, titulada en italiano Rimetti a noi i nostri debiti, es una película italiana de 2018 dirigida por Antonio Morabito y protagonizada por Marco Giallini y Claudio Santamaria. Se estrenó el 4 de mayo de 2018 a través de Netflix y se trató de la primera película italiana distribuida y producida originalmente por esa plataforma.

## Argumento
Guido es un extécnico en informática que intenta sobrevivir después de que la empresa para la que trabajaba se declara en bancarrota y despide a todo el personal. No tiene suerte trabajando en un almacén y es despedido casi enseguida por el propio jefe. Este hecho lo coloca en una condición difícil frente a sus acreedores. En esa situación límite, el hombre encuentra consuelo bebiendo en un bar o yendo a la casa de su vecino, un profesor apasionado por el billar, instrumento que usa para explicarle a Guido sus teorías sobre política y economía.
Una noche un hombre se le aproxima y lo golpea, como una advertencia para que pague sus deudas. En ese momento a Guido se le ocurre solo una solución: se dirige a la financiera a la que le debe y se ofrece a trabajar para ellos gratis hasta saldar su débito. Guido se le asigna a Franco, un experto en recolección de débitos, que contra su voluntad se ve obligado a enseñarle el trabajo. Comienzan a trabajar juntos y a conocerse. De esta forma Guido ve como trabaja Franco, persiguiendo a los deudores continuamente, incluso llegando a golpearlos durante la noche. 
Uno noche le toca a Guido la tarea de golpear a un deudor: la experiencia lo impacta, pero en los días siguientes empieza a familiarizarse con su nuevo empleo. De ahí en adelante, Franco le muestra a Guido el lado más duro del trabajo, lo que hace dudar a Guido sobre los métodos que utiliza Franco.

## Reparto
- Marco Giallini como Franco
- Claudio Santamaria como Guido
- Jerzy Stuhr como Professore
- Flonja Kodheli como Rina
- Agnieszka Zulewska como Dorota
- Leonardo Nigro como Fantinari
- Maddalena Crippa como Funzionaria
- Giorgio Gobbi como Capo magazziniere
- Paolo De Vita como Sig. Rinaldi
- Paola Lavini como Sig.ra Rinaldi
- Liliana Massari como Simona Lorace
- Pietro Naglieri como Caprera
- Vincenzo Tanassi como Padrone di casa
- Xhilda Lapardhaja como Segretaria Candy
- Giovanni Galati como Cosimo